# Schadenbeeksköpfe
Die Schadenbeeksköpfe sind ein maximal 605 m ü. NHN hoher, zweikuppiger Südostausläufer der Aschentalshalbe im Mittelgebirge Harz. Sie liegen nahe der Ortschaft Sieber im gemeindefreien Gebiet Harz des niedersächsischen Landkreises Göttingen.

## Geographische Lage
Die Schadenbeeksköpfe erheben sich im Oberharz im Naturpark Harz etwa 3,5 km (Luftlinie) südöstlich des Dorfs Sieber, einem nordöstlichen Ortsteil von Herzberg am Harz. Sie trennen die Schadenbeek, nach der sie benannt wurden, von der oberen Krummen Lutter. Die Nordwestkuppe ist 605 m hoch, die Südostkuppe etwa 585 m.
Etwa 1 km östlich der Schadenbeeksköpfe liegt die im Juni 2007 stillgelegte Grube Wolkenhügel im Tal der Krummen Lutter.

## Bewaldung

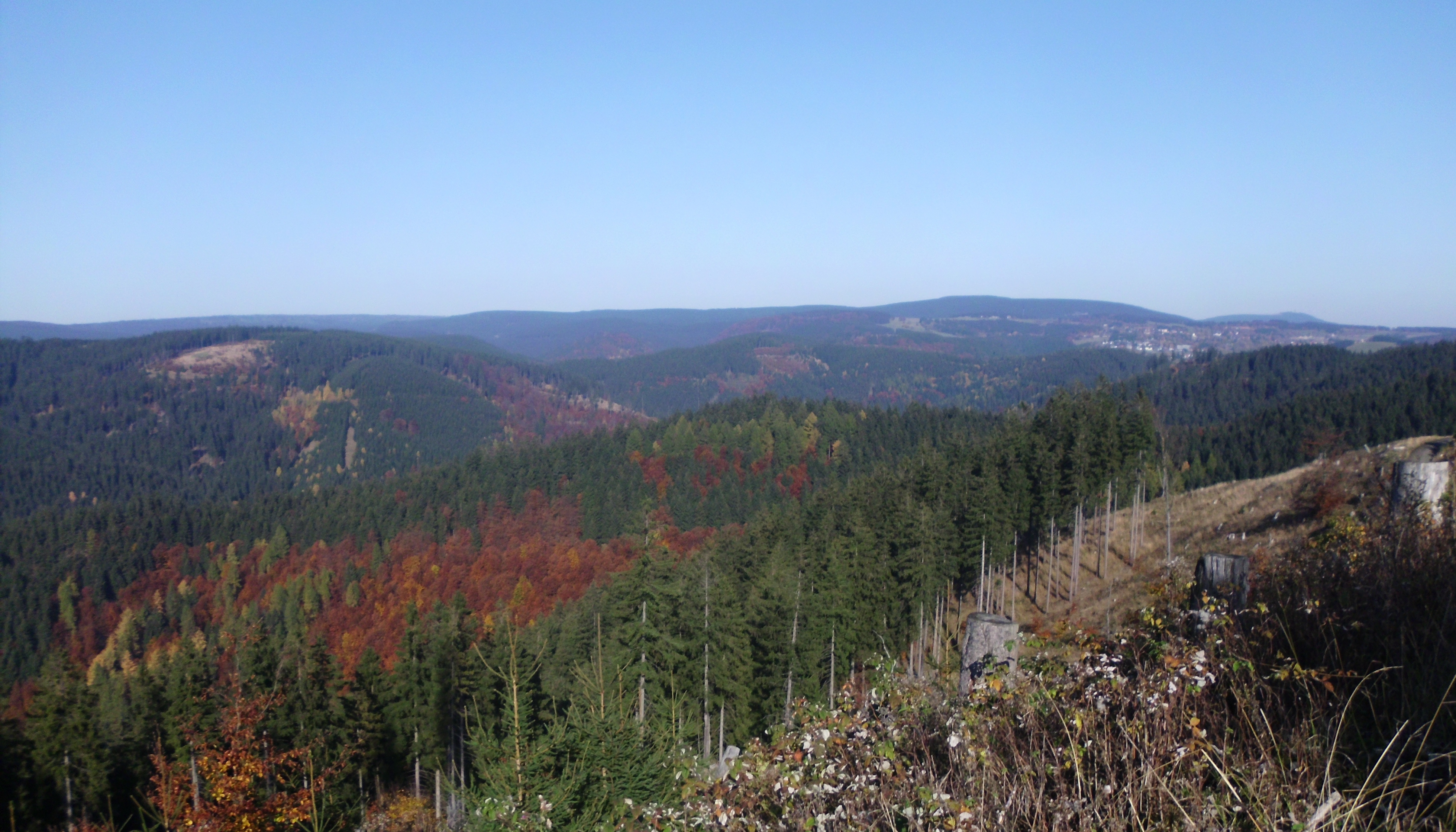
Ausblick von den Schadenbeeksköpfen bei Sieber

Heute sind die Schadenbeeksköpfe in den höheren Lagen hauptsächlich mit Fichten bewachsen, während sich in tieferen Lagen auch Laubwald befindet. Im Jahre 1596 waren sie noch vollständig mit Buchen bewachsen.

## Wandern
Die Schadenbeeksköpfe waren bis 2016 als Nr. 153 in das System der Stempelstellen der Harzer Wandernadel einbezogen. Der Stempelkasten hing an einer Schutzhütte (⊙; ca. 602 m), die etwa 1 km nördlich der Nordwestkuppe der Schadenbeeksköpfe und 1,25 km ostnordöstlich der Aschentalshalbe steht. Etwas westlich der Hütte befindet sich auf 627 m Höhe ein Vermessungspunkt. Direkt jenseits des an der Hütte vorbeiführenden Waldwegs entspringt ein Quellbach der Krummen Lutter.